# تفاحة الصبا
تفاحة الصبا هو فيلم كارتون روسي انتج عام 1974 تحكي قصة الفليم عن حاكم مدينة عجوز يبلغ من الكبر عتيا ،بعد أن بلغ به الكبر يطلب من أولاده الثلاثة ان يحضروا له تفاحة الصبا لكي يعود إلى شبابه و يحضرها له ابنة الأصغر.